# Sweet Suicide
Sweet Suicide singolo del cantante italiano Michele Bravi pubblicato il 4 dicembre 2015 come secondo estratto dell'EP I Hate Music.

## Descrizione
Il brano è stato scritto dalla stesso Michele Bravi insieme a Francesco "Katoo" Catitti, Daniele Giuili, Francesco Scalabrella e Helio di Nardo.

## Videoclip
Il videoclip, prodotto da Trilathera e diretto da Yuri Santurri and Daniele Tofani, è stato pubblicato il 10 dicembre 2015 sul canale YouTube del cantante. .
Il video mostra una serata di festa tra musica e cocktail e si focalizza su un ragazzo (interpretato dal cantante stesso) che, trovandosi a disagio, cercherà ripetutamente di suicidarsi fallendo ogni volta per poi scivolare sul pavimento bagnato e sbattere il collo contro il bancone del bar subito dopo aver incrociato lo sguardo di una ragazza.

## Tracce
1. Sweet Suicide – 3:32